# Gliophorus graminicolor
Gliophorus graminicolor är en svampart som beskrevs av E. Horak 1973. Gliophorus graminicolor ingår i släktet Gliophorus och familjen Hygrophoraceae.   Inga underarter finns listade i Catalogue of Life.

## Bildgalleri

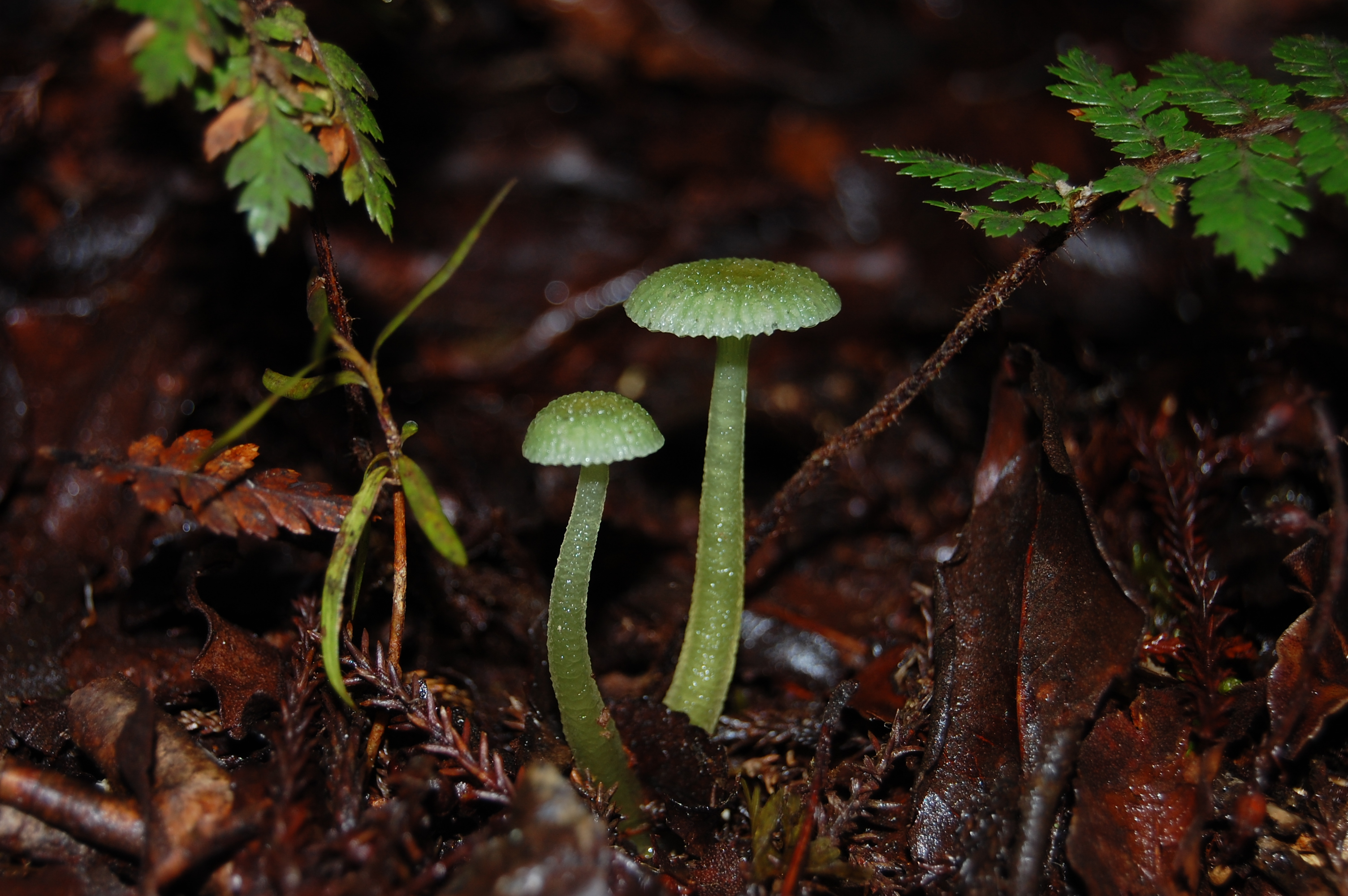